# Crenichthys
Genre
Les Crenichthys sont un genre de poissons téléostéens (Teleostei) de la famille des Goodeidae.

## Répartition
Les deux espèces de ce genre sont endémiques des États-Unis.

## Liste des espèces
Selon FishBase (30 juillet 2017) et World Register of Marine Species (30 juillet 2017) :
- Crenichthys baileyi (Gilbert, 1893) - En danger
- Crenichthys nevadae Hubbs, 1932 - Vulnérable